# マヨラナ粒子
マヨラナ粒子（マヨラナりゅうし、英: Majorana particle）とは、粒子と反粒子が同一の中性フェルミ粒子の呼び名で、1937年にエットーレ・マヨラナが理論によって存在を予言した。マヨラナフェルミオンともいう。フェルミオン素粒子のうちでニュートリノ以外はすべてディラック粒子と考えられているが、ニュートリノがディラックフェルミオンなのかマヨラナフェルミオンなのかは決着していない。
また、物質の励起状態がつくる準粒子がマヨラナ粒子として振る舞う場合があり、併せて説明する。

## 素粒子のマヨラナ粒子

### 標準模型の場合
スピン1/2の素粒子であるフェルミ粒子は、その運動方程式がディラック方程式に従い、数学的な表式は4成分のスピノル（ディラックスピノル）として表される。フェルミ粒子のカイラリティには左巻きと右巻きとがあり、ディラック方程式中のディラックのガンマ行列をワイル表示で表すと、左巻き成分と右巻き成分は2種類のワイルスピノル（2成分スピノル）に分解できる。電子と陽電子の関係のように、粒子と反粒子が荷電共役で結ばれている場合には、電子の左巻きワイルスピノルと陽電子の右巻きワイルスピノル、電子の右巻きワイルスピノルと陽電子の左巻きワイルスピノルがそれぞれ関連付けられる。マヨラナ粒子は、ワイルスピノルが1種類のみで構成され、粒子と反粒子が同一となっている。このような条件（マヨラナ条件）が満たされるのは、中性フェルミ粒子の場合に限られ、荷電フェルミ粒子はマヨラナ粒子になりえない。
ニュートリノがマヨラナ粒子であるかどうかについての検証がカムランドで進められている。

### 超対称性理論の場合
超対称性理論であるゲージ理論は、左巻き（カイラル）および右巻き（反カイラル）のスカラー超多重項（スカラー粒子、フェルミ粒子、補助場）とゲージ変換を担うベクトル超多重項（補助場、フェルミ粒子、ゲージ粒子）によって記述される。スカラー超多重項は例えばスエレクトロン-L、電子の左巻き成分、補助場であり、ベクトル超多重項は例えば補助場、フォティーノ、光子である。中性ゲージ場は実数で表され、粒子と反粒子が同一となるため、中性ゲージ場の属するベクトル超多重項に属している超対称性パートナーはマヨラナ粒子となる。例えば、フォティーノやズィーノといったニュートラリーノはマヨラナ粒子である。

## 物質中のマヨラナ粒子

### 概要
ある種の物質中の電子系の励起状態がマヨラナ粒子として記述できるという理論が提出され、その実験的検証が複数の研究機関で試みられている。物質におけるマヨラナ粒子は、2次元か1次元に閉じ込められており、一般のフェルミオンやボソンとは違った性質を持つエニオンとなる。エニオンは非可換統計に従い、粒子交換によって状態遷移が起きるとされている。粒子の位置を制御するだけで占有する状態が安定に保たれるので、量子コンピュータに利用できると考えられている(トポロジカル量子コンピュータ)。

### 研究
2007年、FuとKaneは、マヨラナ粒子の束縛状態がトポロジカル絶縁体と超伝導体との界面に現れると理論的に予測し画期的な発展をもたらした。多くの同様の提案はすぐに続き、マヨラナ粒子の束縛状態はトポロジカル絶縁体が無くても現れることが示され、超伝導体のマヨラナ粒子の束縛状態の実験的証拠を提示するための徹底的な調査は、最初のいくつかの肯定的な結果が2012年に得られた。オランダのデルフト工科大学の Kavli Institute of Nanoscience の研究チームは、一端に金を、他方の端に超伝導体のスライスを接触させた回路に接続したアンチモン化インジウムのナノワイヤによる実験で、適度に強い磁場に暴露されたとき、ナノワイヤは0Vでコンダクタンスのピークを示したと報告した。これは、一対のマヨラナ粒子の束縛状態の形成と一致し、一方は超電導体と接触しているナノワイヤの領域の両端にあった。同時期に、パデュー大学とノートルダム大学のグループは、2つの超電導に接続され適度の磁場にさらされたアンチモン化インジウムのナノワイヤによる分数ジョセフソン効果（通常のジョセフソン周波数の2倍の減少）の観察を報告し、これはマヨラナ粒子の束縛状態の別の痕跡であるとした。同様のハイブリッドデバイスを使用した他のいくつかの研究グループでは、エネルギーがゼロの束縛状態がすぐに検出され、超伝導体と接しているトポロジカル絶縁体のテルル化水銀では分数ジョセフソン効果が観察された。
上記の実験は、半導体ワイヤーにおけるマヨラナ粒子の束縛状態の固体としての発現を予測する、独立した2つのグループによる2010年の理論的提案の可能性が検証可能であることを示している。しかし、他の自明な非位相的な束縛状態は、マヨラナ粒子の束縛状態の0Vにおけるコンダクタンスのピークと非常に似ていると指摘された。これらの自明な束縛状態とマヨラナ粒子の束縛状態との微妙な関係は、ニールス・ボーア研究所の研究者によって報告され、アンドレーエフ束縛状態がマヨラナ粒子の束縛状態に進化するのを直接見ることができる。
2014年には、プリンストン大学の科学者によって、低温の走査型トンネル顕微鏡を用いてマヨラナ粒子の束縛状態の証拠が観察された。これにより、超伝導性の鉛の表面に形成された鉄原子の鎖の端に、マヨラナ粒子の束縛状態が現れることが示唆されたが、他の現象の可能性のため決定的ではなかった。
2017年、 量子ホール効果と超伝導のハイブリッドデバイスにおいて、カイラルなマヨラナ粒子が検出された。この系では、マヨラナ粒子のエッジモードは、e2/2h となった。
マヨラナ粒子はまた、量子スピン液体中の準粒子として出現し、2016年4月4日、オークリッジ国立研究所で共同研究を行なっていたマックス・プランク研究所とケンブリッジ大学の研究者らによって観察された。
2018年には、デルフト工科大学の研究者らがネイチャーの論文でマヨラナ粒子の実現に成功したと主張した。マイクロソフトはこの研究者を雇って量子コンピュータの開発を推進しようとしたが、この論文は2021年1月27日に本人により撤回された。ピッツバーグ大学のフロロフはらは「自身の主張に対して不利に働く一部のデータを除外していたようだ。データを見れば粒子が存在しないことは明らかだ」という。それによりマイクロソフトの量子コンピュータ計画は立ち後れることになった。
京都大学と東京大学および東京工業大学の研究グループは、2次元のハニカム構造をもつ絶縁体の塩化ルテニウム(III)を 5 K (−268.15 °C) 程度まで冷やして熱を加えた際の熱ホール効果が量子化されていることを発見し、マヨラナ粒子の存在を実証することに成功したとする論文をイギリスの科学雑誌『Nature』に投稿し、2018年7月11日付のウェブ版に掲載された。